# Шаравский, Сергей Мелентьевич
Сергей Мелентьевич Шаравский (1893—1938) — поручик 6-го гренадерского Таврического полка, герой Первой мировой войны, участник Белого движения.

## Биография
Потомственный дворянин Херсонской губернии. Сын председателя Херсонского епархиального училищного совета, протоиерея Мелентия Аркадьевича Шаравского (1862—1928).
Среднее образование получил в Одесской 5-й гимназии, по окончании которой поступил на физико-математический факультет Новороссийского университета, однако курса последнего не окончил. В 1912 году поступил вольноопределяющимся в 12-й стрелковый полк, 10 апреля 1914 года был произведен в прапорщики запаса армейской пехоты по Одесскому уезду.
С началом Первой мировой войны был призван в 6-й гренадерский Таврический полк. Удостоен ордена Святого Георгия 4-й степени
За то, что в бою 12 ноября 1914 года у с. Брженица атаковал с вверенной ему ротой окопы противника и взял находившийся в них пулемет.
В бою 19 июня 1915 года у деревни Чекержевце был ранен навылет в оба бедра. Произведен в подпоручики 14 августа 1915 года, в поручики — 2 января 1916 года. После ранения перешел на службу в 32-й корпусный авиационный отряд. По окончании Военной школы летчиков-наблюдателей 13 сентября 1916 года получил звание лётчика-наблюдателя и был откомандирован на эту должность в тот же авиационный отряд. Произведен в штабс-капитаны 14 октября 1917 года.
В Гражданскую войну участвовал в Белом движении на Юге России. В 1919—1920 годах — в 5-м авиационном отряде ВСЮР, в августе 1920 года — и. д. адъютанта Севастопольской авиационной школы. Был произведен в штабс-капитаны.
В эмиграции в Греции. Служил в пограничной страже, был старшиной Русского общественного собрания. Умер в 1938 году. Похоронен на Русском морском кладбище в Пирее. Был женат на Лидии Сергеевне Вышеславской, урожденной Марковой (1890—1981), скончавшейся в Русском старческом доме и похороненной там же.

## Награды
- Орден Святой Анны 4-й ст. с надписью «за храбрость» (ВП 14.04.1915)
- Орден Святого Георгия 4-й ст. (ВП 17.04.1915)
- Орден Святой Анны 2-й ст. с мечами (ВП 12.07.1916)